# José Eugênio Müller
José Eugênio Müller (Itajaí, 28 de novembro de 1889 - Rio de Janeiro, 3 de maio de 1973) foi um político brasileiro. Foi duas vezes prefeito da cidade de Nova Friburgo, a primeira vez entre 28 de março a 12 de abril de 1947 e depois de 31 de janeiro de 1951 a 28 de outubro de 1955. Seu pai era o político catarinense Eugênio Luís Müller.
Suas principais contribuições foram a expansão da rede de abastecimento de água, até a localidade de Fazenda do Cônego. Realizou a execução de obras de urbanismo como o alargamento da Rua Mac-Niven, na entrada da cidade; fez obras de pavimentação de logradouros públicos. Adquiriu os terrenos da Vila Amélia, em combinação com o Serviço Social da Indústria (SESI). Construiu vários trechos de estradas rurais.
O início de sua vida política se deu na participação da fundação da Aliança Liberal em Santa Catarina, tomando parte ao lado da Revolução de 1930. Com o advento da Revolução Constitucionalista de 1932, organizou e comandou o 8º Batalhão de Santa Catarina, em defesa do governo provisório de Getúlio Vargas.
Mudou-se de Santa Catarina para o Rio de Janeiro, passando a morar no município de Nova Friburgo, onde empreendeu na construção de uma fábrica de biscoito e retornou à carreira política.
Elegeu-se deputado federal em 1934 pelo Estado de Santa Catarina sob a legenda do Partido Evolucionista Brasileiro (PEB), assumindo o mandato em maio de 1935. Contudo, perdeu o mandato com o início do Estado Novo em 1937, integrando a comitiva de parlamentares que foi cumprimentar Getúlio, no palácio do Catete.
Durante o período de 28 de março a 12 de abril de 1947, foi prefeito de Nova Friburgo por nomeação feita pelo, então, governador do Rio de Janeiro, o coronel Edmundo Macedo Soares e Silva. Em 1950, juntamente a Luís Simões Lopes, fundo o Colégio Nova Friburgo, vinculado à Fundação Getúlio Vargas. Neste mesmo ano, elegeu-se prefeito de Nova Friburgo, onde exerceu o mandato até janeiro de 1955.
Pelo Partido Social Democrático (PSD), concorreu à Câmara dos Deputados em outubro de 1954, obtendo uma suplência. Convidado pelo governador Miguel Couto Filho presidiu o Banco do Estado do Rio de Janeiro de 1954 a 1957. Tomou assento na Câmara, onde exerceu o papel até dezembro de 1958.
Com a morte da filha, retirou-se da vida pública e retornou a Nova Friburgo. Veio a falecer em 3 de maio de 1973, aos 83 anos, no Rio de Janeiro. Além da vida como político, José Eugênio Müller também foi um empresário, criando a Companhia de Hotéis Sans-Souci e a Rádio Sociedade de Friburgo. Era casado com Maria Augusta Amaral Müller, com quem teve cinco filhos.
Em sua homenagem foi atribuído seu nome à rua José Eugênio Müller, localizada no centro da cidade de Nova Friburgo, paralela à Avenida Alberto Braune. O município de Itajaí também o homenageou, atribuindo seu nome a rua José Eugênio Müller.